# Ronde van Murcia 2006
De Ronde van Murcia 2006 was een wielerwedstrijd die werd gehouden van 1 tot en met 5 maart in Spanje. De koers maakte deel uit van de UCI Europe Tour 2006.

## Etappe-overzicht
| etappe | datum   | start               | finish                 | afstand     | winnaar               | klassementsleider   |
| ------ | ------- | ------------------- | ---------------------- | ----------- | --------------------- | ------------------- |
| 1e     | 1 maart | Murcia              | Las Torres de Cotillas | 162,2 km    | Heinrich Haussler     | Heinrich Haussler   |
| 2e     | 2 maart | Alcantarilla        | Alhama de Murcia       | 172,4 km    | Alejandro Valverde    | Angel Vicioso       |
| 3e     | 3 maart | Jumilla             | Jumilla                | 21,3 km (t) | José Iván Gutiérrez   | José Iván Gutiérrez |
| 4e     | 4 maart | Caravaca de la Cruz | Alto Collado Bermejo   | 148,6 km    | Carlos García Quesada | Santos González     |
| 5e     | 5 maart | Murcia              | Murcia                 | 138,7 km    | Heinrich Haussler     | Santos González     |

## Etappe-uitslagen

### 1e etappe
| rang | renner              | land       | tijd       |
| ---- | ------------------- | ---------- | ---------- |
| 1    | Heinrich Haussler   | Duitsland  | 4h 03' 18" |
| 2    | Maximiliano Richeze | Argentinië | + 0' 00"   |
| 3    | Jesús del Nero      | Spanje     | + 0' 00"   |
| 4    | Baden Cooke         | Australië  | + 0' 00"   |
| 5    | Ángel Vicioso       | Spanje     | + 0' 00"   |
| 6    | Peter Wrolich       | Oostenrijk | + 0' 00"   |
| 7    | David Muñoz         | Spanje     | + 0' 00"   |
| 8    | Ángel Edo           | Spanje     | + 0' 00"   |
| 9    | Gorazd Štangelj     | Slovenië   | + 0' 00"   |
| 10   | Pablo Urtasun       | Spanje     | + 0' 00"   |

### 2e etappe
| rang | renner                | land      | tijd       |
| ---- | --------------------- | --------- | ---------- |
| 1    | Alejandro Valverde    | Spanje    | 4h 02' 36" |
| 2    | Ángel Vicioso         | Spanje    | + 0' 00"   |
| 3    | Giuliano Figueras     | Italië    | + 0' 00"   |
| 4    | Carlos García Quesada | Spanje    | + 0' 00"   |
| 5    | Santos González       | Spanje    | + 0' 00"   |
| 6    | David Bernabéu        | Spanje    | + 0' 00"   |
| 7    | José Iván Gutiérrez   | Spanje    | + 0' 00"   |
| 8    | Jan Hruška            | Tsjechië  | + 0' 00"   |
| 9    | Emanuele Sella        | Italië    | + 0' 00"   |
| 10   | Marc de Maar          | Nederland | + 1' 04"   |

### 3e etappe
| rang | renner                | land       | tijd     |
| ---- | --------------------- | ---------- | -------- |
| 1    | José Iván Gutiérrez   | Spanje     | 25' 34"  |
| 2    | Aleksandr Vinokoerov  | Kazachstan | + 0' 10" |
| 3    | Michael Rich          | Duitsland  | + 0' 14" |
| 4    | Santos González       | Spanje     | + 0' 15" |
| 5    | Markus Fothen         | Duitsland  | + 0' 26" |
| 6    | David Bernabéu        | Spanje     | + 0' 29" |
| 7    | Marzio Bruseghin      | Italië     | + 0' 30" |
| 8    | Jurgen Van den Broeck | België     | + 0' 30" |
| 9    | Jan Hruška            | Tsjechië   | + 0' 40" |
| 10   | Juan Gomis            | Spanje     | + 0' 43" |

### 4e etappe
| rang | renner                | land      | tijd       |
| ---- | --------------------- | --------- | ---------- |
| 1    | Carlos García Quesada | Spanje    | 3h 49' 47" |
| 2    | Damiano Cunego        | Italië    | + 0' 03"   |
| 3    | Emanuele Sella        | Italië    | + 0' 36"   |
| 4    | Theo Eltink           | Nederland | + 0' 36"   |
| 5    | Manuel Beltrán        | Spanje    | + 0' 36"   |
| 6    | Santos González       | Spanje    | + 0' 38"   |
| 7    | Jan Hruška            | Tsjechië  | + 0' 45"   |
| 8    | Ángel Vicioso         | Spanje    | + 0' 51"   |
| 9    | Giuliano Figueras     | Italië    | + 0' 51"   |
| 10   | Juan Carlos Domínguez | Spanje    | + 0' 51"   |

### 5e etappe
| rang | renner              | land       | tijd       |
| ---- | ------------------- | ---------- | ---------- |
| 1    | Heinrich Haussler   | Duitsland  | 3h 10' 54" |
| 2    | Maximiliano Richeze | Argentinië | + 0' 00"   |
| 3    | David Muñoz         | Spanje     | + 0' 00"   |
| 4    | Rubén Pérez         | Spanje     | + 0' 00"   |
| 5    | Baden Cooke         | Australië  | + 0' 00"   |
| 6    | Beñat Albizuri      | Spanje     | + 0' 00"   |
| 7    | Pablo Urtasun       | Spanje     | + 0' 00"   |
| 8    | Gorazd Štangelj     | Slovenië   | + 0' 00"   |
| 9    | Theo Eltink         | Nederland  | + 0' 00"   |
| 10   | Jesús del Nero      | Spanje     | + 0' 00"   |

## Eindklassementen

### Algemeen klassement
| Plaats     | Naam                | Ploeg                     | Tijd      |
| ---------- | ------------------- | ------------------------- | --------- |
| Witte trui | Santos González     | 3 Molinos Resort          | 15u33'02" |
| 2          | José Iván Gutiérrez | Caisse d'Epargne          | + 3"      |
| 3          | David Bernabéu      | Comunidad Valenciana      | + 27"     |
| 4          | Jan Hruška          | 3 Molinos Resort          | + 32"     |
| 5          | Carlos Garcia       | Unibet.com                | + 39"     |
| 6          | Ángel Vicioso       | Liberty Seguros-Wurth     | + 41"     |
| 7          | Alejandro Valverde  | Caisse d'Epargne          | +01' 09"  |
| 8          | Damiano Cunego      | Lampre-Fondital           | +01' 41"  |
| 9          | Giuliano Figueras   | Lampre-Fondital           | +01' 53"  |
| 10         | Emanuele Sella      | Ceramica Panaria-Navigare | +02' 01"  |

1981 · 1982 · 1983 · 1984 · 1985 · 1986 · 1987 · 1988 · 1989 · 1990 · 1991 · 1992 · 1993 · 1994 · 1995 · 1996 · 1997 · 1998 · 1999 · 2000 · 2001 · 2002 · 2003 · 2004 · 2005 · 2006 · 2007 · 2008 · 2009 · 2010 · 2011 · 2012 · 2013 · 2014 · 2015 · 2016 · 2017 · 2018 · 2019 · 2020 · 2021 · 2022 · 2023 · 2023 · 2024 · 2025